# Diadelia obenbergeri
Diadelia obenbergeri är en skalbaggsart som beskrevs av Stefan von Breuning 1943. Diadelia obenbergeri ingår i släktet Diadelia och familjen långhorningar.
Artens utbredningsområde är Madagaskar. Inga underarter finns listade i Catalogue of Life.